# Fernandel
Fernandel, egentligen Fernand Joseph Désiré Contandin, född 8 maj 1903 i Marseille, död 26 februari 1971 i Paris, var en fransk folkkär komiker, skådespelare och sångare. 
Han var son till en halvprofessionell revyartist och började uppträda redan som barn. Han fick sedan erfarenhet som amatörkomiker medan han försörjde sig som banktjänsteman, hamnarbetare och kontorist vid faderns grossistfirma. Från 1922 var han professionell och blev populär i revyer och operetter. Filmdebuten skedde 1930, och han hade sedan en rad mindre roller innan han 1932 vann berömmelse i Frankrike för en allvarlig roll i filmatiseringen av Guy de Maupassants Le Rosier de Madame Husson. Han fortsatte att då och då ha allvarliga roller men är mest ihågkommen som komiker.
Fernandel fick sitt internationella genombrott som prästen i filmen "Don Camillo och hans lilla värld" (1952), och denna filmserie blev populär inte bara i Frankrike utan även i USA, England och många andra länder. Fernandel blev med sitt långa, allvarliga ansikte, hästliknande flin och blyga, men likväl okynniga beteende, för många biobesökare en slags bild av Frankrike.
Han avled i lungcancer under inspelningen av vad som var tänkt att bli den sista filmen i serien om Don Camillo.

## Utmärkelser
Asteroiden 9346 Fernandel är uppkallad efter honom.

## Filmografi, ett urval
- 1931 - Le Blanc et le Noir
- 1932 - Le Rosier de Madame Husson
- 1937 - Drömmarnas vals
- 1939 - Oss tjuvar emellan
- 1942 - Simplet
- 1951 - Röda värdshuset
- 1952 - Don Camillo och hans lilla värld
- 1953 - Don Camillos återkomst
- 1954 - Ali Baba och de 40 rövarna
- 1954 - Lilla helgonet originaltitel Mam'zelle Nitouche
- 1955 - Upp till kamp med Don Camillo
- 1958 - Född i köket
- 1961 - Don Camillo ser rött
- 1965 - Don Camillo reser österut
- 1967 - L'Homme à la Buick